# Pashupati Shamsher Jang Bahadur Rana
Pashupati Shamsher Jang Bahadur Rana (पशुपति समसेर जङ्गबहादुर राणा - Paśupati Samasera Jaṅgabahādura Rāṇā; Katmandu, 7 maggio 1941) è un politico nepalese, attualmente presidente del Rastriya Prajatantra Party (RPP = partito democratico nazionale).

## Vita e attività politica
Pashupati SJB Rana è figlio del Maharajkumar (principe) Lgt. Gen. Bijaya Shamsher Jang Bahadur Rana, a sua volta figlio del Maharaja Mohan Shamsher Jang Bahadur Rana.
Dopo gli studi in Inghilterra, è stato direttore della Banca Centrale del Nepal (1973-1975) e si è dedicato all'attività politica ricoprendo importanti cariche nel sistema rappresentativo del Panchayat ideato dal re Mahendra: in particolare è stato Ministro di Stato per l'Istruzione (1977-78) con l'aggiunta di Trasporti e Turismo (1978-79), Ministro per le Risorse Idriche (1983-84) con le Comunicazioni (1984-86), Ministro per il Panchayat e lo Sviluppo locale (1986-88).
Dopo la fine del Panchayat, è stato Ministro per gli Affari esteri, per le Finanze, le Risorse Idriche e le Comunicazioni (1990-1994) e Ministro per le Risorse Idriche (1995-97 e 1997-98).
Pashupati SJB Rana è stato continuativamente rappresentato in Parlamento dal 1973 al 2006.
Nel 2002 è stato eletto presidente dal Congresso generale del Rastriya Prajatantra Party, dando al partito un orientamento maggiormente pro-democratico e opponendosi alle politiche del re Gyanendra proclamate il 1º febbraio 2005: a seguito dell'instaurazione del governo diretto del Re, Pashupati SJB Rana è stato posto agli arresti domiciliari.
Conclusosi il periodo di governo diretto del Re, il Rastriya Prajatantra Party ha deciso di restare all'opposizione, non aderendo al Governo dei Sette partiti.
Il 31 gennaio 2008, a due mesi dalla data fissata per le elezioni all'Assemblea Costituente, sarebbe stato ricevuto dal Re insieme a Surya Bahadur Thapa, a Gobinda Raj Joshi, congressista in polemica con la linea seguita dal suo partito, e ad alcuni giornalisti.
Alle elezioni per la Costituente il Rastriya Prajatantra Party ha subito una grave sconfitta, ma sono state respinte le sue dimissioni dalla presidenza del partito. Molti militanti erano già passati nelle file di altri partiti, anche di quelli comunisti o localisti.
Pashupati SJB Rana non è stato eletto all'Assemblea Costituente, mentre i sei membri del partito eletti hanno votato a favore della mozione che dichiara il Nepal una repubblica.

## Famiglia
Pashupati SJB Rana ha sposato Usha Raje Scindia, figlia del Maharaja di Gwalior, George Jivaji Rao Scindia ed ha avuto due figlie:
- Urvashi Rajya Lakshmi; sposa (1995) Shiv Vikram Khemka, figlio dell'industriale indiano Nand Khemka e della principessa Jeet di Nabha.
- Kunwarani Devyani Rajya Lakshmi; sposa (2007) Kunwar Aishwarya Singh, figlio dell Raja Bhuwaneshwar Prasad Singh di Singrauli e della Rani Bina Kumari.

## Pubblicazioni
Pashupati SJB Rana è noto anche per avere scritto alcuni saggi storici, politici ed economici, tra cui:
- The Ranas of Nepal (2002).
- Contemporary Nepal (1998).
- Kathmandu; a Living Heritage (1989).
- Nepal in Perspective (1973).
- Nepal's Forth Plan: A Critique (1971).
- Bikas Tatha Yojana (1971).